# أحمد آل حرز
الشيخ أحمد بن عبد الرضا بن حسين بن محمد بن عبد الله آل حرز (1268 هـ - 1337 هـ). هو رجل دين وفقيه شيعي بحراني من وجوه الطائفة الشيعية وأعيانها في عصره.

## ولادته ونشأته وحياته العملية الأولى
ولد في جزيرة النبيه صالح البحرانية في حدود عام 1268 هـ، وقد توفي والده وهو في سن مبكرة؛ فكفله مع أخويه الآخرين عمهم محسن آل حرز الذي كان من أهل الثراء، وقد فضَّل أحمد آل حرز الانخراط في مجال دراسة العلوم الدينية على العمل في التجارة، فأرسله عمه إلى لنگه حيث درس المقدمات على يد محمد آل حرز ومحمد شرف الموسوي، ثم هاجر إلى كربلاء لإكمال الدراسة بالحوزة، ثم هاجر منها إلى النجف للتعمق أكثر في الدراسة، وكان من زملائه في الدراسة محمد كاظم الطباطبائي اليزدي الذي صار فيما بعد المرجع الأعلى للشيعة. ثم استقر بمدينتي مسقط ولنگه سنين طويلة؛ قام فيهن بالتبليغ والإرشاد الديني.

## رجوعه إلى البحرين
عاد آل حرز إلى البحرين في عام 1317 هـ بعد هجرته الطويلة إلى لنگه، واستوطن قرية جد حفص بدعوة من أهلها. وبعد مدة يسيرة تولى القضاء الشرعي، وشيّد له بيتاً في فريق البناية،(1) وباشر بإقامة صلاة الجمعة في قرية الشاخورة، ثم نقل جمعته إلى مسجد السدرة بجد حفص، ثم تبرع أحد الأثرياء من دبي ببناء جامع جدحفص عام 1329 هـ (الموافق 1912 م).
وقد عاصر من علماء البحرين؛ خلف العصفور، وسلمان العصفور، وعلي بن عبد الله الستري، وعدنان الموسوي، ومحمد شريف، وناصر المبارك، وقاسم المهزع، ومحمد علي التاجر.

## تلامذته
عدَّ بعض الباحثين قدوم آل حرز إلى جد حفص انعطافة تاريخية في التاريخ الديني لهذه المنطقة لها بعد كساد علمي كاد أن يطول ويستمر عبر السنين، فينقل محمد علي التاجر في كتابه عقد اللآل في تاريخ أوال عند ذكر بلدة جد حفص: ”كانت في ما مضى من الزمان آهلة لسكان سوق العلم في أرجائها، ومدارس العلم بالعلماء مزدحمة، وأما الآن فهي كما قيل سمعك بالمعيدي خير من أن تراه إذ هي في تقهقر مستمر والدوام لله“. وقال هاشم سلمان باقر معلقاً على ذلك بقوله: ”وفضيلة الأديب الشيخ لا شك أنه يقصد الفترة التي سبقت قدوم الشيخ أحمد، حيث عمَّ الكساد العلمي والفقر الاجتماعي“، وقد درس على يدي آل حرز العديد من علماء الدين المعروفين في البحرين في تلك الفترة، ومنهم:
| - سليمان آل حرز. - عدنان الموسوي. - عبد الله بن عبد الإمام. - عبد الله بن أحمد العرب الجمري. - مهدي المصلي. | - محمد بن ناصر المبارك. - عبد الله المصلي. - جواد بن علي بن مرزوق البلادي. - علي بن يوسف الوداعي. - محمد بن محسن الدرازي. |

## وفاته
توفي آل حرز في الحادي والعشرين من شهر محرم 1337 هـ (الموافق للسادس والعشرين من أكتوبر 1918 م) في مستشفى الإرسالية الأمريكية بالمنامة، وقد كان المستشفى الوحيد في البحرين في ذلك الزمان، وصلى عليه عبد الله بن معتوق القطيفي، ودفن في مقبرة الإمام في جد حفص.

## مؤلفاته
- إحباء الأحباء في تسوية النصوص بين تقليد الأموات والأحياء. يبحث عن مسألة تقليد الميت.

له بعض المراسلات العلميَّة مع زميله محمد كاظم الطباطبائي اليزدي، وبعض الأقضية وخطب الجمعة والآثار الأخرى لكنها - حسب ما حكاه صاحب كتاب غاية المرام -: ”تلفت وضاعت ولم يحافظ عليها للأسف الشديد، وما بقي منها فقد تآكل بفعل الزمن وصعبت قرائته وتحقيقه“.

## الهوامش
- 1 - كلمة فريق أو فريگ وجمعها فرقان أو فرگان هي كلمة بحرانية عامية تطلق على الأحياء الصغيرة الواقعة داخل القرى، والبناية هو اسم لأحد أحياء جد حفص.[9]

### كتب
- غاية المرام في تاريخ الأعلام. السيد هاشم السيد سلمان السيد باقر، طبع البحرين، 2004 م، منشورات مكتبة المدني للمعلومات.

### إشارات مرجعية
1. 1 2  
السيد باقر، السيد هاشم السيد سلمان. غاية المرام في تاريخ الأعلام. ص. 91.
2. 1 2 3  
السيد باقر، السيد هاشم السيد سلمان. غاية المرام في تاريخ الأعلام. ص. 93.
3. ↑  
التاجر، محمد علي. عقد اللآل في تاريخ أوال. ص. 34.
4. ↑  
السيد باقر، السيد هاشم السيد سلمان. غاية المرام في تاريخ الأعلام. ص. 96.
5. ↑  
السيد باقر، السيد هاشم السيد سلمان. غاية المرام في تاريخ الأعلام. ص. 98.
6. ↑  
السيد باقر، السيد هاشم السيد سلمان. غاية المرام في تاريخ الأعلام. ص. 99.
7. ↑  
السيد باقر، السيد هاشم السيد سلمان. غاية المرام في تاريخ الأعلام. ص. 103.
8. ↑  
السيد باقر، السيد هاشم السيد سلمان. غاية المرام في تاريخ الأعلام. ص. 102.
9. ↑  
السيد باقر، السيد هاشم السيد سلمان. غاية المرام في تاريخ الأعلام. ص. 13.